# Mariama
Mariama ist ein weiblicher Vorname.

## Herkunft und Bedeutung
Mariama ist eine westafrikanische Variante des arabischen Namens Maryam.

## Namensträgerinnen
- Mariama Bâ (1929–1981), senegalesische Schriftstellerin
- Mariama Cissé (* 1962), nigrische Richterin
- Mariama Hima (* 1951), nigrische Anthropologin, Filmregisseurin, Diplomatin und Politikerin
- Mariama Signaté (* 1985), französische Handballspielerin
- Mariama (* 1985), deutsche Singer-Songwriterin